# Sebastián López (futbolista)
Sebastián Alberto López (San Nicolás de los Arroyos, Argentina, 15 de septiembre de 1985) es un futbolista argentino que juega como guardameta. Formado en Club Atlético Banfield, actualmente milita en Club Atlético Los Andes de la Primera B Nacional

## Clubes
| Club                    | País      | Año       |
| ----------------------- | --------- | --------- |
| Banfield                | Argentina | 2006-2011 |
| Deportes Antofagasta    | Chile     | 2011-2013 |
| Deportes Temuco         | Chile     | 2013-2014 |
| U. Autónoma del Caribe  | Colombia  | 2014-2015 |
| Jaguares de Córdoba     | Colombia  | 2016-2017 |
| Cobresal                | Chile     | 2018-2019 |
| Deportes Temuco         | Chile     | 2020      |
| Lautaro de Buin         | Chile     | 2021      |
| Santiago Morning        | Chile     | 2021      |
| Deportes Temuco         | Chile     | 2022      |
| Club Atlético Los Andes | Argentina | 2023-Act. |

## Palmarés

### Campeonatos nacionales
| Título           | Club                 | País      | Año  |
| ---------------- | -------------------- | --------- | ---- |
| Primera División | Banfield             | Argentina | 2009 |
| Primera B        | Deportes Antofagasta | Chile     | 2011 |

### Otros logros
| Logro                        | Club                    | País      | Año  |
| ---------------------------- | ----------------------- | --------- | ---- |
| Ascenso a Primera B Nacional | Club Atlético Los Andes | Argentina | 2024 |